# She, a Chinese
She, a Chinese (She, a Chinese) è un film del 2009 diretto da Xiaolu Guo.

## Riconoscimenti
- 2009 - Locarno Festival
  - Pardo d'Oro